# Affatomie
L’affatomie (du latin tardif fathamire, tel qu'il apparait dans le titre XLVI de la loi salique) est un mode de transmission des biens par hérédité, propre aux Francs saliens.
Comme les Francs ignorent les actes de type testamentaire, la transmission se fait par un dessaisissement formaliste effectué du vivant du donateur, mais l'effet complet de l'acte n'est réalisé qu'après le décès du disposant. 
Il y a une cérémonie de dessaisissement et de déclaration de volonté au mallum puis mise en possession immédiate du bénéficiaire qui le manifeste en se comportant comme le propriétaire, invitant plusieurs hôtes.